# Кавказское наместничество
Кавказское наместничество — особый орган административно-территориального управления в Российской империи. Возглавлялось наместником, назначаемым Императором, осуществлявшим полноту его гражданской власти (кроме законодательной) и подчинявшимся ему непосредственно.
Наместники Кавказа в то же время обладали крупными военными чинами и должностями в регионе.

## История

### Первое наместничество
Согласно Указу Императрицы Екатерины II «О составлении Кавказского наместничества из двух областей: Кавказской и Астраханской» состояло (5 мая 1785 — 31 декабря 1796) из Астраханской и Кавказской губерний. Ставка Наместника Кавказа располагалась в Екатеринограде (ныне станица Екатериноградская), с 30 апреля 1790 года — в Астрахани. Территория наместничества охватывала степи между нижними течениями Волги и Дона и часть Северного Кавказа до Кубани и Терека. В 1796 наместничество упразднено.

#### Генерал-губернаторы
| Генерал-губернаторы Кавказского наместничества 5 мая 1785 — 31 декабря 1796 | Генерал-губернаторы Кавказского наместничества 5 мая 1785 — 31 декабря 1796 | Генерал-губернаторы Кавказского наместничества 5 мая 1785 — 31 декабря 1796 | Генерал-губернаторы Кавказского наместничества 5 мая 1785 — 31 декабря 1796 |
| Даты в должности                                                            | ФИО                                                                         | Годы жизни                                                                  |                                                                             |
| --------------------------------------------------------------------------- | --------------------------------------------------------------------------- | --------------------------------------------------------------------------- | --------------------------------------------------------------------------- |
| 1785—1787                                                                   | Павел Сергеевич Потёмкин                                                    | 1743—1796                                                                   |                                                                             |
| 1787—1789                                                                   | Пётр Абрамович Текели                                                       | 1720—1793                                                                   |                                                                             |
| 1789—1790                                                                   | Иван Петрович Салтыков                                                      | 1730—1805                                                                   |                                                                             |
| 1790                                                                        | Антон Богданович де Бальмен                                                 | 1741—1790                                                                   |                                                                             |
| 1790—1796                                                                   | Иван Васильевич Гудович                                                     | 1732—1820                                                                   |                                                                             |
| 1796                                                                        | Валериан Александрович Зубов                                                | 1771—1804                                                                   |                                                                             |

Главнокомандующие на Кавказе
- 1801—1802 — Карл Кнорринг
- 1802—1806 — Павел Цицианов
- 1806—1809 — Иван Гудович
- 1809—1811 — Александр Тормасов
- 1811—1812 — Филипп Паулуччи
- 1812—1816 — Николай Ртищев
- 1816—1827 — Алексей Ермолов
- 1827—1831 — Иван Паскевич
- 1831—1837 — Григорий Розен[3]
- 1837—1842 — Евгений Головин
- 1842—1844 — Александр Нейдгардт

### Второе наместничество
27 декабря 1844 года на территориях Кавказа, вошедших в состав Российской империи (в том числе Грузинская губерния, Армянская область, Каспийская область) было вновь учреждено Кавказское наместничество с центром в Тифлисе.
С 27 декабря 1844 года оно состояло из одной губернии и двух областей:
- Грузино-Имеретинская губерния (Тифлис)
  - 28 февраля 1847 преобразована в Тифлисскую губернию
- Армянская область (Эривань)
  - 9 июня 1849 преобразована в Эриванскую губернию
- Каспийская область (Шемаха)
  - 1846 Дербентская (Дербент) и Шемахинская губернии
    - 30 мая 1860 Дербентская губерния упразднена, образована Дагестанская область (Дербент) и Джаро-Белоканский (Закатальский) округ
    - 2 декабря 1859 Шемахинская губерния переименована в Бакинскую губернию (Баку)
- 17 августа 1866 образован Сухумский отдел (Сухум)
- 1867 образован Черноморский округ
- 1868 образована Елизаветпольская губерния (Елизаветполь)
- 1878 образованы Батумская область (Батум) и Карсская область (Карс)

Права наместника и регулирование отношений между ним и центральными ведомствами закреплялось в «Правилах об отношениях Кавказского наместника» от 6 января 1846 года.
Наместничество просуществовало до 1883 года.
- Административно-территориальное деление Российского Закавказья в 1840—1845 годах
- Административно-территориальное деление Российского Закавказья в 1845—1868 годах

#### Наместники
| Наместники Кавказа (27 декабря 1844—1881) | Наместники Кавказа (27 декабря 1844—1881)     | Наместники Кавказа (27 декабря 1844—1881)     | Наместники Кавказа (27 декабря 1844—1881)     |
| Даты в должности                          | ФИО                                           | Годы жизни                                    | Должность                                     |
| ----------------------------------------- | --------------------------------------------- | --------------------------------------------- | --------------------------------------------- |
| 27 декабря 1844 — 1 марта 1854            | Михаил Семёнович Воронцов                     | 1782—1856                                     | Наместник                                     |
| 1 марта — 29 ноября 1854                  | Николай Андреевич Реад                        | 1793—1855                                     | исправляющий должность Наместника             |
| 29 ноября 1854 — 22 июля 1856             | Николай Николаевич Муравьёв-Карсский          | 1794—1866                                     | Наместник                                     |
| 22 июля 1856 — 6 декабря 1862             | Александр Иванович Барятинский                | 1815—1879                                     | Наместник                                     |
| 6 декабря 1862 — 23 июля 1881             | великий князь Михаил Николаевич               | 1832—1909                                     | Наместник                                     |
| 22 ноября 1881                            | Кавказское наместничество упразднено de facto | Кавказское наместничество упразднено de facto | Кавказское наместничество упразднено de facto |

### Кавказская администрация
22 ноября 1881 Кавказское наместничество фактически упразднено, образована Кавказская администрация во главе с главноначальствующим гражданской частью, он же одновременно главнокомандующий и наказной атаман казачьих войск.

#### Главноначальствующие
| Главноначальствующие Кавказской администрацией (22 ноября 1881 — 26 февраля 1905) | Главноначальствующие Кавказской администрацией (22 ноября 1881 — 26 февраля 1905) | Главноначальствующие Кавказской администрацией (22 ноября 1881 — 26 февраля 1905) | Главноначальствующие Кавказской администрацией (22 ноября 1881 — 26 февраля 1905) |
| Даты в должности                                                                  | ФИО                                                                               | Годы жизни                                                                        | Должность                                                                         |
| --------------------------------------------------------------------------------- | --------------------------------------------------------------------------------- | --------------------------------------------------------------------------------- | --------------------------------------------------------------------------------- |
| 1 января 1882 — 3 июня 1890                                                       | Александр Михайлович Дондуков-Корсаков                                            | 2 сентября 1820 — 15 апреля 1893                                                  | главноначальствующий                                                              |
| 3 июня 1890 — 6 декабря 1896                                                      | Сергей Алексеевич Шереметев                                                       | 1836—1896                                                                         | главноначальствующий                                                              |
| 12 декабря 1896 — 1 января 1905                                                   | Григорий Сергеевич Голицын                                                        | 20 декабря 1838 — 28 марта 1907                                                   | главноначальствующий                                                              |
| 26 февраля 1905                                                                   | Кавказская администрация сменяется Наместничеством                                | Кавказская администрация сменяется Наместничеством                                | Кавказская администрация сменяется Наместничеством                                |

### Третье наместничество
Кавказское наместничество было восстановлено Высочайшим указом Правительствующему Сенату 26 февраля 1905 г. (просуществовало до 1917 года) в следующем составе:
- шесть губерний:
  - Бакинская губерния
  - Елисаветпольская губерния (г. Елисаветполь)
  - Кутаисская губерния
  - Тифлисская губерния (г. Тифлис)
  - Черноморская губерния (г. Новороссийск)
  - Эриванская губерния (г. Эривань)
- пять областей:
  - Батумская область
  - Дагестанская область (г. Темир-Хан-Шура)
  - Карсская область
  - Кубанская область (г. Екатеринодар)
  - Терская область (г. Владикавказ)
- два самостоятельных округа:
  - Закатальский округ
  - Сухумский округ

#### Наместники
Глава наместничества, Наместник Его Величества на Кавказе, обладал широкими полномочиями. Он имел право решать все вопросы, которые не требовали издания новых законов. Ему принадлежали все права по определению к службе, перемещению и увольнению чиновников, их ответственности, производству в чины, награждению, назначению им пенсий (за исключением чинов Государственного контроля, Государственного банка и судебного ведомства). В чрезвычайных обстоятельствах он мог отменять постановления губернских и областных лиц Кавказского края. При наместнике находился совещательный орган — Совет, состоящий из двух специально назначенных Императором лиц, представителей министерства финансов и внутренних дел, Главного управления землеустройства и земледелия, старшего председателя Тифлисской судебной палаты и директора канцелярии наместника.
Высочайшим Указом от 22 мая 1905 года была также учреждена должность Заведующего полицией на Кавказе, на правах помощника Наместника по полицейской части.
После Февральской революции 1917 года Временное правительство России сформировало из депутатов 4-й Государственной думы специальный орган по управлению Закавказьем — Особый Закавказский Комитет (ОЗАКОМ).
| Наместники Кавказа (26 февраля 1905 — 9 марта 1917) | Наместники Кавказа (26 февраля 1905 — 9 марта 1917) | Наместники Кавказа (26 февраля 1905 — 9 марта 1917) | Наместники Кавказа (26 февраля 1905 — 9 марта 1917) |
| Даты в должности                                    | ФИО                                                 | Годы жизни                                          | Должность                                           |
| --------------------------------------------------- | --------------------------------------------------- | --------------------------------------------------- | --------------------------------------------------- |
| 26 февраля 1905 — 23 августа 1915                   | граф Илларион Иванович Воронцов-Дашков              | 27 мая 1837 — 15 января 1916                        | наместник                                           |
| 23 августа 1915 — 9 марта 1917                      | великий князь Николай Николаевич Младший            | 6 ноября 1856 — 5 января 1929                       | наместник                                           |
| 9 (22) марта 1917                                   | на Кавказе образован Особый Закавказский Комитет    | на Кавказе образован Особый Закавказский Комитет    | на Кавказе образован Особый Закавказский Комитет    |